# 쿠네이트라주
쿠네이트라주(아랍어: مُحافظة القنيطرة)는 시리아를 구성하는 14개 주 가운데 하나로, 주도는 쿠네이트라이며 면적은 1,200km2, 인구는 84,000명(2009년 기준)이다. 시리아 남부에 위치하고 있고 북동쪽으로는 리프디마슈크주, 동쪽으로는 다라주와 인접해 있으며 남쪽으로는 요르단, 서쪽으로는 이스라엘, 북쪽으로는 레바논과 인접해 있다.
1967년 6일 전쟁과 1973년 욤 키푸르 전쟁 때 이스라엘이 쿠네이트라주 대부분 지역을 점령했고 이는 골란고원 분쟁의 계기가 된다.